# Elsa Thiemann
Elsa Thiemann (nascuda Franke, Toruń, Prússia Occidental, 7 de febrer de 1910 - Hamburg, 15 de novembre de 1981) va ser una fotògrafa alemanya i antiga estudiant de la Bauhaus. També va dissenyar paper pintat basat en fotogrames.

## Primers anys i formació
Elsa Thiemann va néixer a Toruń, que ara forma part de Polònia. El 1921 la seva família es va traslladar al suburbi de Neukölln de Berlín. Amb el suport de la seva família, de classe mitjana, va assistir a la Kunstgewerbe- und Handwerkerschule (Escola d'Arts i Oficis) de Berlín-Charlottenburg i, després, a la Vereinigte Staatsschulen für Freie und Angewandte Kunst (Escoles d'Arts Liberals i Aplicades), totes dues institucions predecessores de l'actual Universität der Künste Berlin (Universitat de les Arts de Berlín).
Va estudiar a la Bauhaus des de 1929, on tingué Margarete Kubicka com a professora de dibuix. El primer any va fer el curs preliminar de Josef Albers, i després va estudiar fotografia amb Walter Peterhans, en un curs vinculat al taller d'impressió i publicitat. També va assistir als cursos de pintura impartits per Wassily Kandinsky i Paul Klee. Va rebre el diploma el juliol de 1931.
Franke va conèixer el pintor Hans Thiemann (1910–1977) a la Bauhaus i van viure junts a Berlín després que ell acabés els estudis el 1933.

## Obra
Durant la dècada de 1930, la seva obra fotogràfica abstracta va seguir dues vies: d'una banda, d'acord amb les pautes de la Nova Objectivitat; de l'altra, va elaborar fotogrames que aplicà com a models per a alguns dels papers pintats que produí la Bauhaus i la fàbrica Gebrüder Rasch de Hannover, d'acord amb una estètica més pròxima a la Nova Visió.

Els seus dissenys de paper pintat mai es van produir comercialment com a part de la col·lecció de Bauhaus, ja que eren molt diferents dels altres patrons, especialment brillants i alegres. El seu treball estava compost per fotogrames foscos en collage fets amb plantes, plomes, tiges, fils i gotes de pintura. En canvi, eren molt conegudes les seves Rätselbilder, «imatges de trencaclosques»: fotografies de detall d'objectes quotidians que apareixen mig deformats i vistos de molt a prop, sota una llum que posa de relleu matèries i textures sorprenents i contrastades.

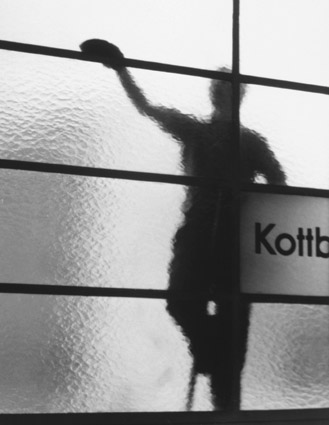
Netejador de vidres a l'estació de Kottbusser Tor U-Bahn, Berlín, per Elsa Thiemann c.1946

A partir de 1931 Thiemann va treballar a Berlín com a fotògrafa autònoma i fotògrafa de premsa i, per fer aquest treball durant el període nazi, es va haver d'unir el 1934 a la Reichskulturkammer (Cambra de Cultura del Reich), com havien de fer tots els artistes que treballaven. Tenia opinions antinazis i l'obra d'art surrealista de Hans Thiemann es considerava degenerada, així que per mantenir un perfil baix, va esdevenir una observadora silenciosa i va evitar fer fotos que poguessin semblar declaracions polítiques; així, en lloc de fotografiar escenes de carrer normals, especialment al voltant de Hertzbergstrasse, a la zona de Neukölln, on vivia, sovint feia fotos directament des de les finestres del seu apartament. Durant la Segona Guerra Mundial, la parella es va quedar a Berlín i Elsa va treballar com a ajudant editorial de les editorials Hoffmann i Campe.
Ara és més coneguda per les seves fotografies de carrer de Berlín abans de la guerra, i especialment per les seves fotografies de les ruïnes de Berlín després de la guerra.
Hans estava associat amb el grup d'artistes Fantasten (Somiadors) de Berlín, i Elsa va fer molts retrats tant d'ell com dels altres membres del grup. Elsa i Hans Thiemann es van casar el 1947. Quan ell va acceptar una plaça a la Hochschule für bildende Künste Hamburg (Escola Superior de Belles Arts d'Hamburg) el 1960, ella, sempre molt crítica amb la seva pròpia obra, va deixar de fer fotografies.
Les seves obres es conserven al Museu Neukölln, la Fundació Bauhaus Dessau i l'Arxiu Bauhaus de Berlín. Exemples dels seus dissenys de paper pintat dels anys de la Bauhaus, es venen com a paper de regal a la botiga Bauhaus Archive. L'Arxiu Bauhaus va presentar una retrospectiva en solitari del seu treball el 2004. El treball de Thiemann es va incloure a l'exposició de 2021 Women in Abstraction al Centre Pompidou.